# Internationale Schweizer Eishockeymeisterschaft 1924/25
Die Saison 1924/25 war die zehnte reguläre Austragung der Internationalen Schweizer Eishockeymeisterschaft. Meister wurde der HC Rosey Gstaad.

## Hauptrunde

### Serie Ost
| Pl. | Team                    | Sp. | S | U | N | Pkt. |
| --- | ----------------------- | --- | - | - | - | ---- |
| 1.  | HC Davos                | 2   | 2 | 0 | 0 | 4    |
| 2.  | EHC St. Moritz          | 2   | 1 | 0 | 1 | 2    |
| 3.  | Akademischer EHC Zürich | 2   | 0 | 0 | 2 | 0    |

### Serie West
| Pl. | Team               | Sp. | S | U | N | Pkt. |
| --- | ------------------ | --- | - | - | - | ---- |
| 1.  | HC Rosey Gstaad    | 2   | 2 | 0 | 0 | 4    |
| 2.  | HC Bellerive Vevey | 2   | 1 | 0 | 1 | 2    |
| 3.  | HC Château-d’Oex   | 2   | 0 | 0 | 2 | 0    |

## Meisterschaftsfinal
- HC Davos – HC Rosey Gstaad 1:2